# Fabricia sabella
Fabricia sabella é uma espécie de anelídeo pertencente à família Fabriciidae.
A autoridade científica da espécie é Ehrenberg, tendo sido descrita no ano de 1836.
Trata-se de uma espécie presente no território português, incluindo a sua zona económica exclusiva.